# Dresserite
La dresserite è un minerale appartenente al gruppo omonimo.